# الیزابت بیشاپ
الیزابت بیشاپ (به انگلیسی: Elizabeth Bishop) متولد ماساچوست شاعر و نویسنده آمریکایی بود. او از سال ۱۹۴۹ تا ۱۹۵۰ ملک‌الشعرای آمریکا بود.
او در سال ۱۹۱۱ در ماساچوست آمریکا به دنیا آمد. بخشی از دوران کودکی را با پدربزرگش در کانادا گذرانید. او در جوانی با مجلات ادبی همکاری داشت و از آنجا با مریان مور شاعر آشنا شد. دوستی آنها تا زمان درگذشت مور یعنی تا سال ۱۹۷۲ ادامه داشت.
بیشاپ کتاب‌های شعر متعدد چاپ کرده که از آنها می‌توان به پرسش‌های سفر و شمال و جنوب اشاره کرد.
بیشاپ در ۶ اکتبر ۱۹۷۹ درگذشت.

## آثار
- پرسش‌های سفر
- شمال و جنوب